# Antonio Lasciac
Antonio Lasciac, in sloveno noto come Anton Laščak, (Gorizia, 21 settembre 1856 – Il Cairo, 26 dicembre 1946) è stato un architetto italiano che ha lavorato in Egitto per più di cinquant'anni, tra il 1882 e il 1936.

## Biografia

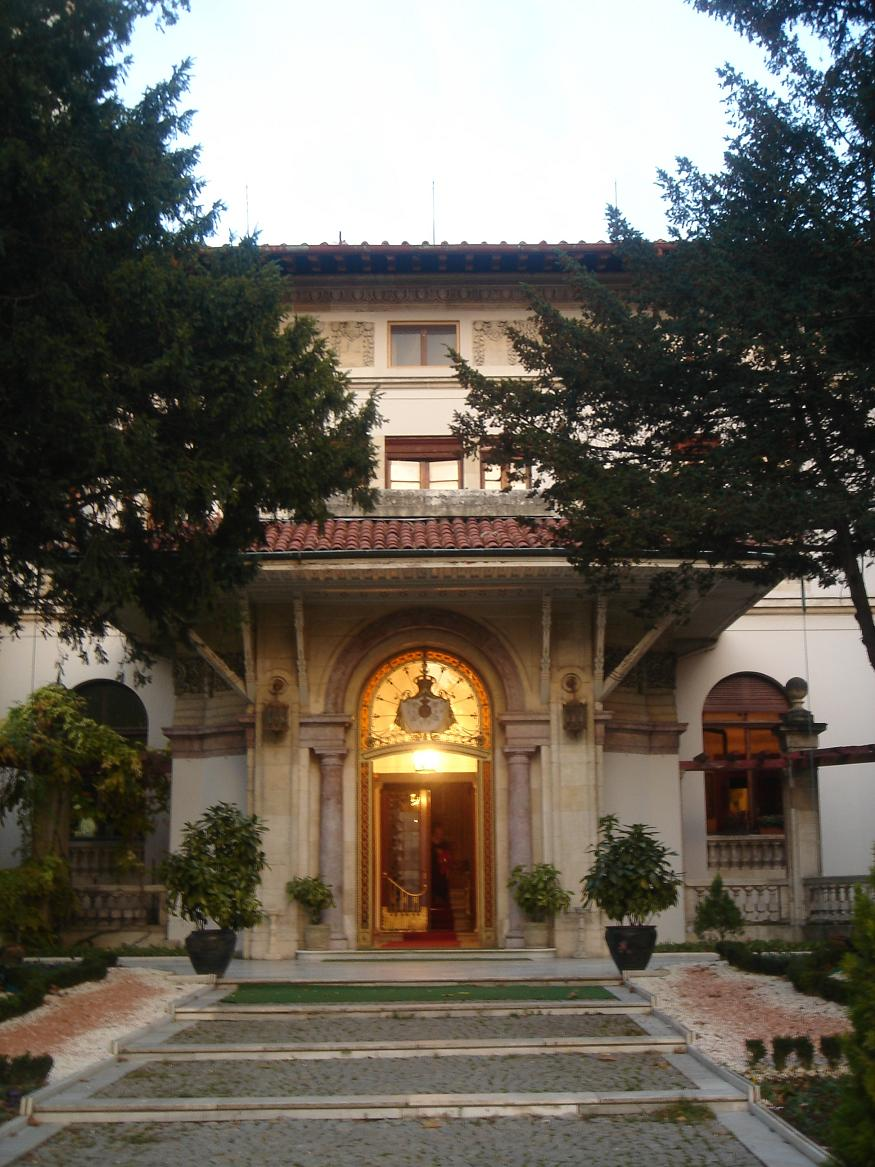
Il Palazzo del khedivè sul Bosforo (Distretto di Beykoz)

Antonio Lasciac (in sloveno: Anton Laščak) nasce a Gorizia in Borgo San Rocco, primo di sei figli del conciatore di pelli Pietro Lasciak e di Giuseppina Trampus, entrambi di origine slovena. Fin da bambino dimostra delle attitudini e un interesse speciale per l'architettura e dopo le Reali inferiori e la Oberrealschule frequenta il Politecnico di Vienna. Si sposa, ancora studente, con Maria Luigia Plesnizer (in sloveno: Marija Alojzija Plesničar) dalla quale ha tre figli: Plautilla Angelina Francesca, Fabrizio Antonio Giuseppe e Romeo Italico Alessandro.
Si laurea in architettura e ancora non compiuti i ventisei anni (9 agosto 1882) firma il suo primo progetto di ristrutturazione e ampliamento di una casa in via Vaccano, 6 per conto di Antonio Rickertzen. L'anno successivo si reca in Egitto ad Alessandria dove realizza la galleria Menasce sul modello della galleria milanese Vittorio Emanuele II.
Nel 1888 torna in Italia, a Napoli, e nel 1891 fissa la sua residenza a Roma, mettendosi in contatto con i grandi architetti locali e partecipando a numerosi concorsi nei quali si metterà in luce. A Roma elabora i progetti per la Chiesa del Sacro Cuore (1891) e di San Rocco (1894), entrambe in Gorizia e mai realizzate per gli ingenti costi di costruzione. Dal 1898 tutta la famiglia prende dimora al Cairo; in quegli anni Lasciac continua a lavorare senza sosta elaborando un numero considerevole di progetti tra i quali si deve citare anche la monumentale fontana-obelisco di Piazza San Rocco a Gorizia, inaugurata il 25 aprile del 1909. Fu un evento fondamentale ed epocale per il Borgo e la città di Gorizia che non inaugurava fontane dalla metà del Settecento (l'ultima fu quella dell'Ercole di Nicolò Pacassi 1755). Scrive il Corriere Friulano del 26 aprile 1909:
Nel 1907 su commissione egiziana costruisce il Palazzo del khedivè a Istanbul e il Palazzo Tahra. Viene così nominato Architetto capo dei Palazzi chediviali e ottiene il titolo onorifico di Bey. Nel 1899, in previsione di un suo definitivo ritorno a Gorizia, si fa costruire un'avveniristica e fantasiosa villa in stile moresco, sul Colle del Rafut, ma non vi prenderà mai dimora. Durante la prima guerra mondiale si stabilisce a Roma.
Nel 1917 disegna un Piano di regolazione e ampliamento per la città di Gorizia, questo piano, seppur non accolto e condiviso globalmente, sarà alla base di quello successivamente elaborato dall'architetto Max Fabiani. Negli anni venti del XX secolo ritorna al Cairo dove vedrà morire entrambi i figli maschi. Nel 1929 diventa Accademico di San Luca. Ormai anziano, dopo una trentina di altre peregrinazioni tra l'oriente e Roma, nel 1940 decide di stabilirsi definitivamente a Gorizia. Tuttavia verso la fine del 1946 fa ritorno al Cairo, ma vi muore il 26 dicembre dello stesso anno.
La sua città natale lo ha ricordato con numerose mostre e pubblicazioni e gli ha dedicato una via nel suo amato Borgo San Rocco.
L'asteroide 292459 è stato dedicato a lui.

## Galleria d'immagini

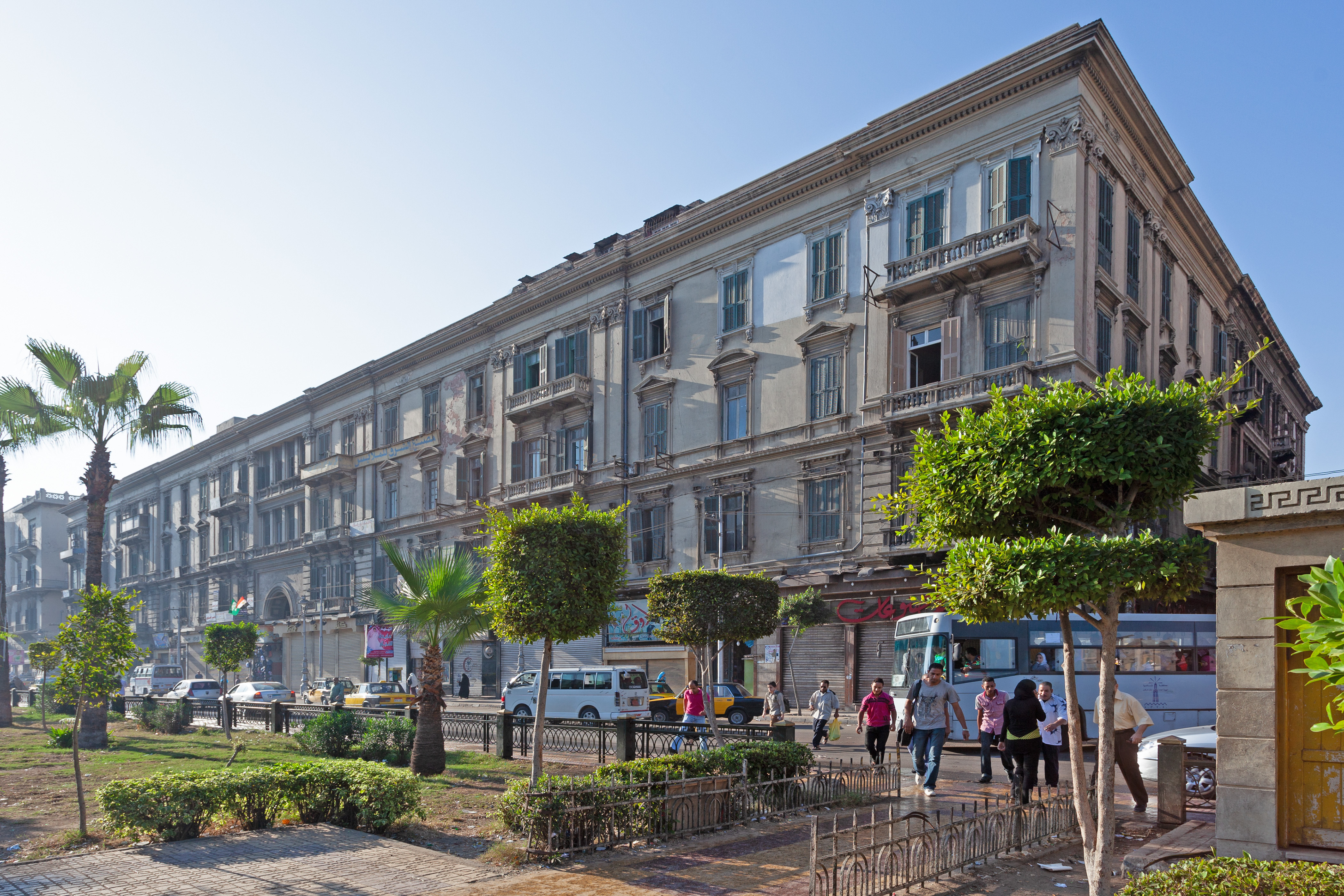
Facciata della Galleria Menasce sulla Piazza Tahrir, Il Cairo
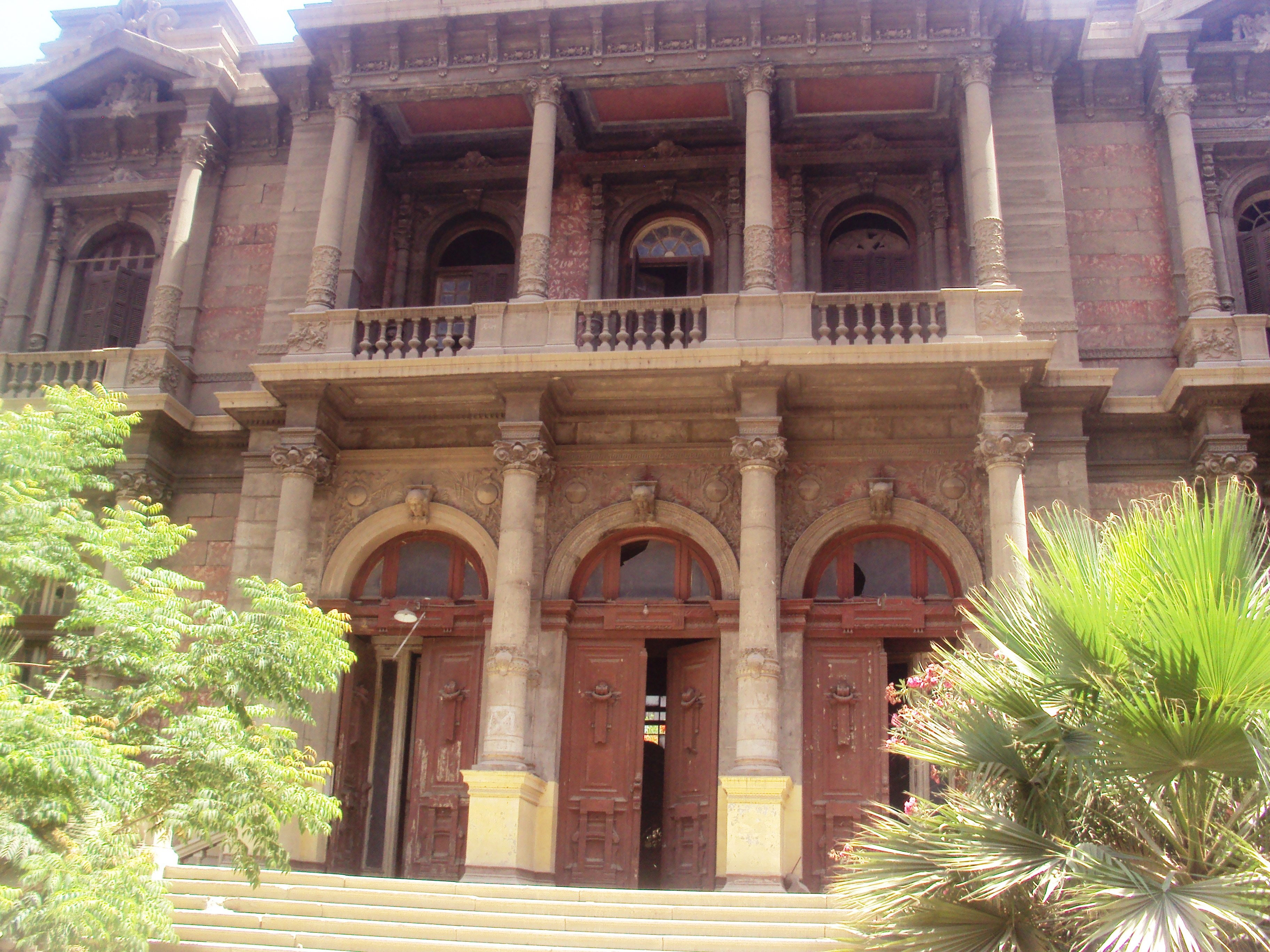
Il Palazzo di Said Halim Pascià, Il Cairo
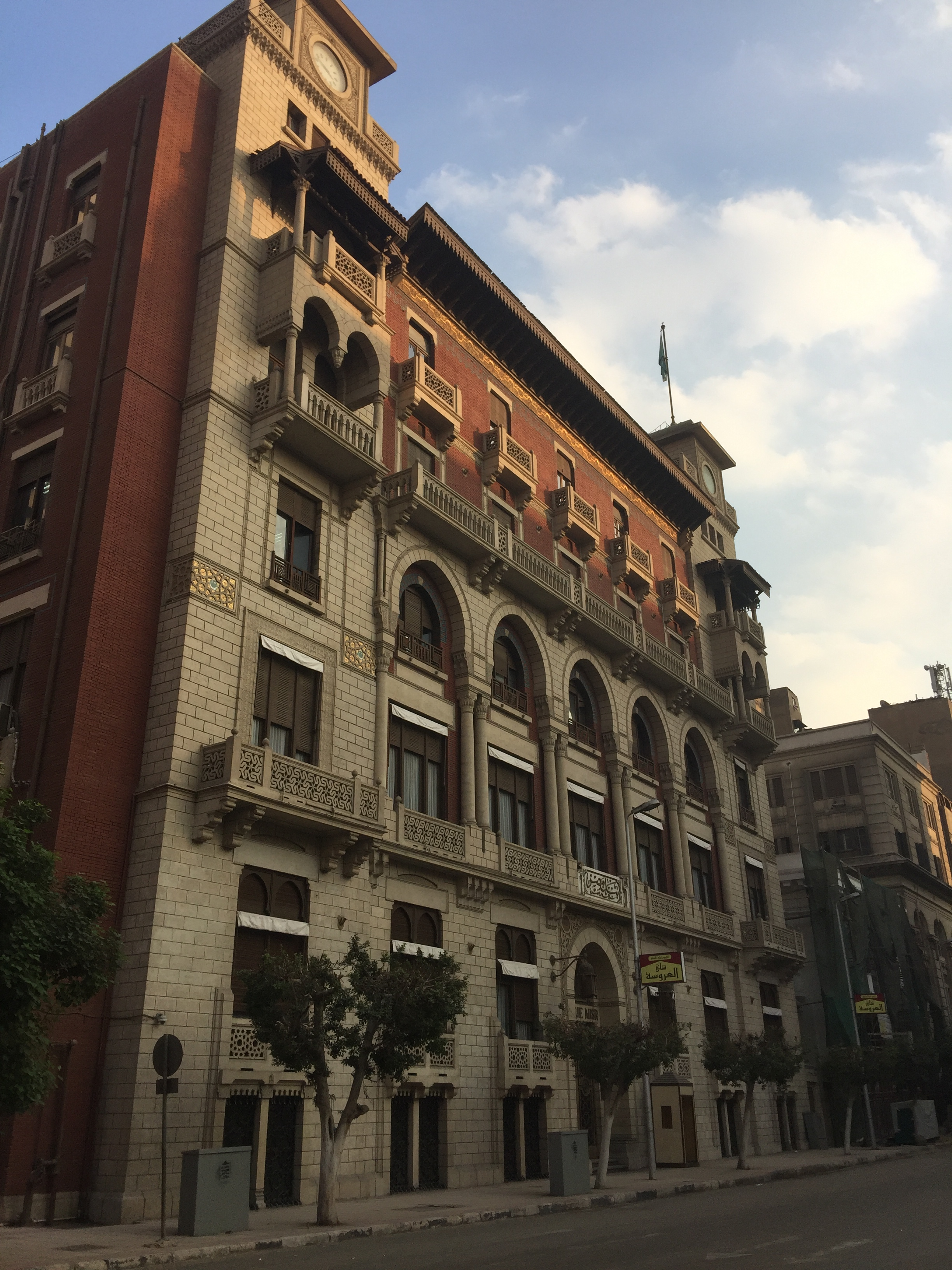
Sede della Banca Misr, 151 Mohammed Farid St., Il Cairo
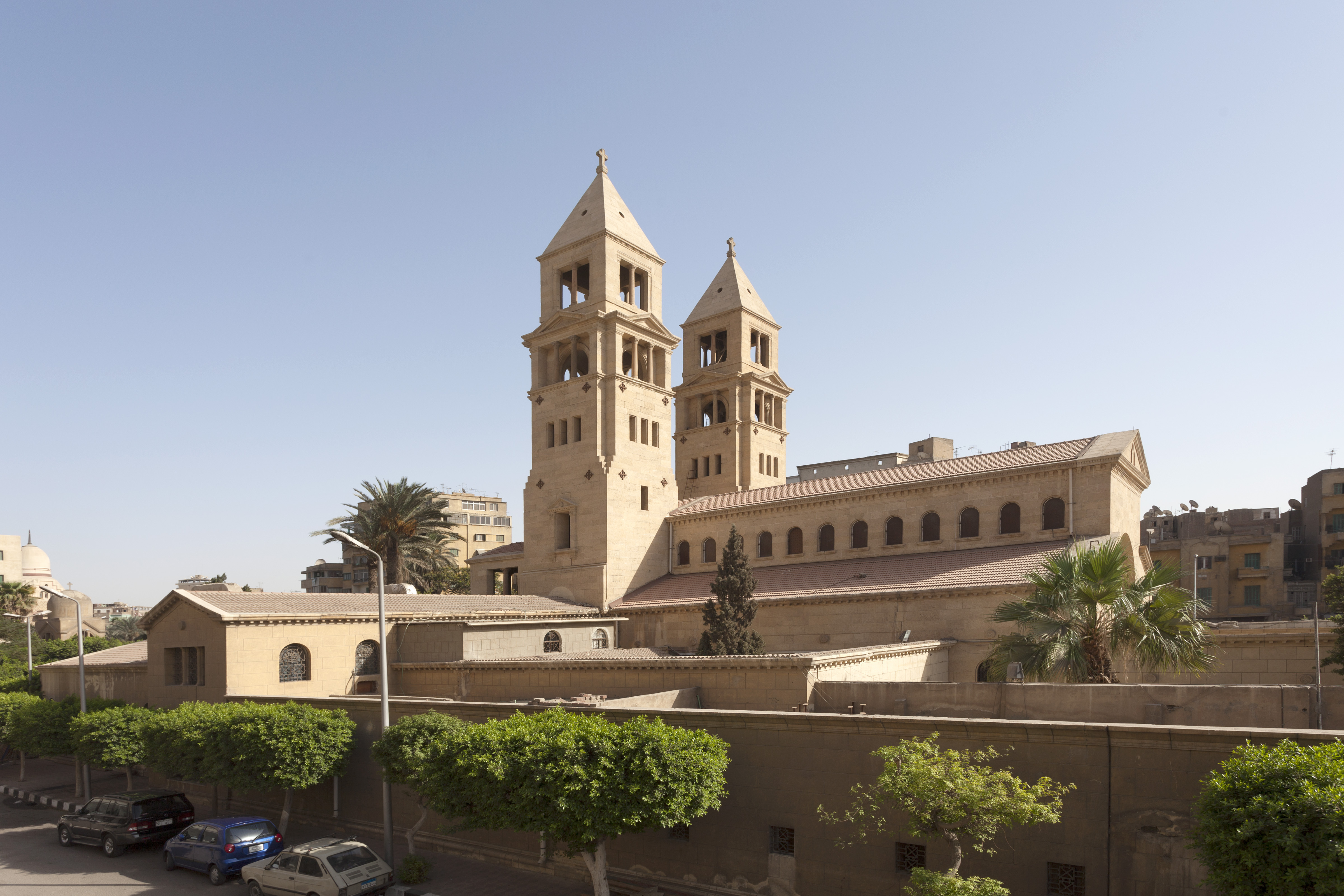
Chiesa di san Pietro e san Paolo (El-Botroseya), Il Cairo
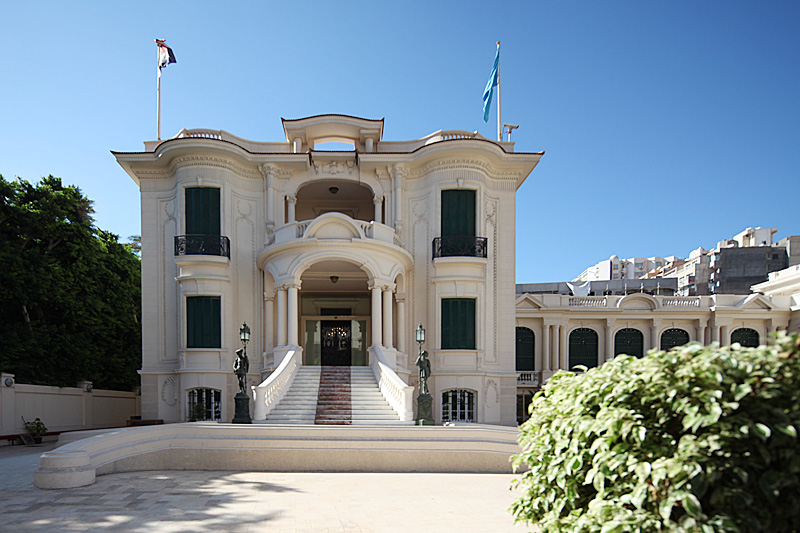
Villa della principessa Fatima Al-Zahra, attualmente sede del Museo Reale dei Gioielli, Alessandria d'Egitto
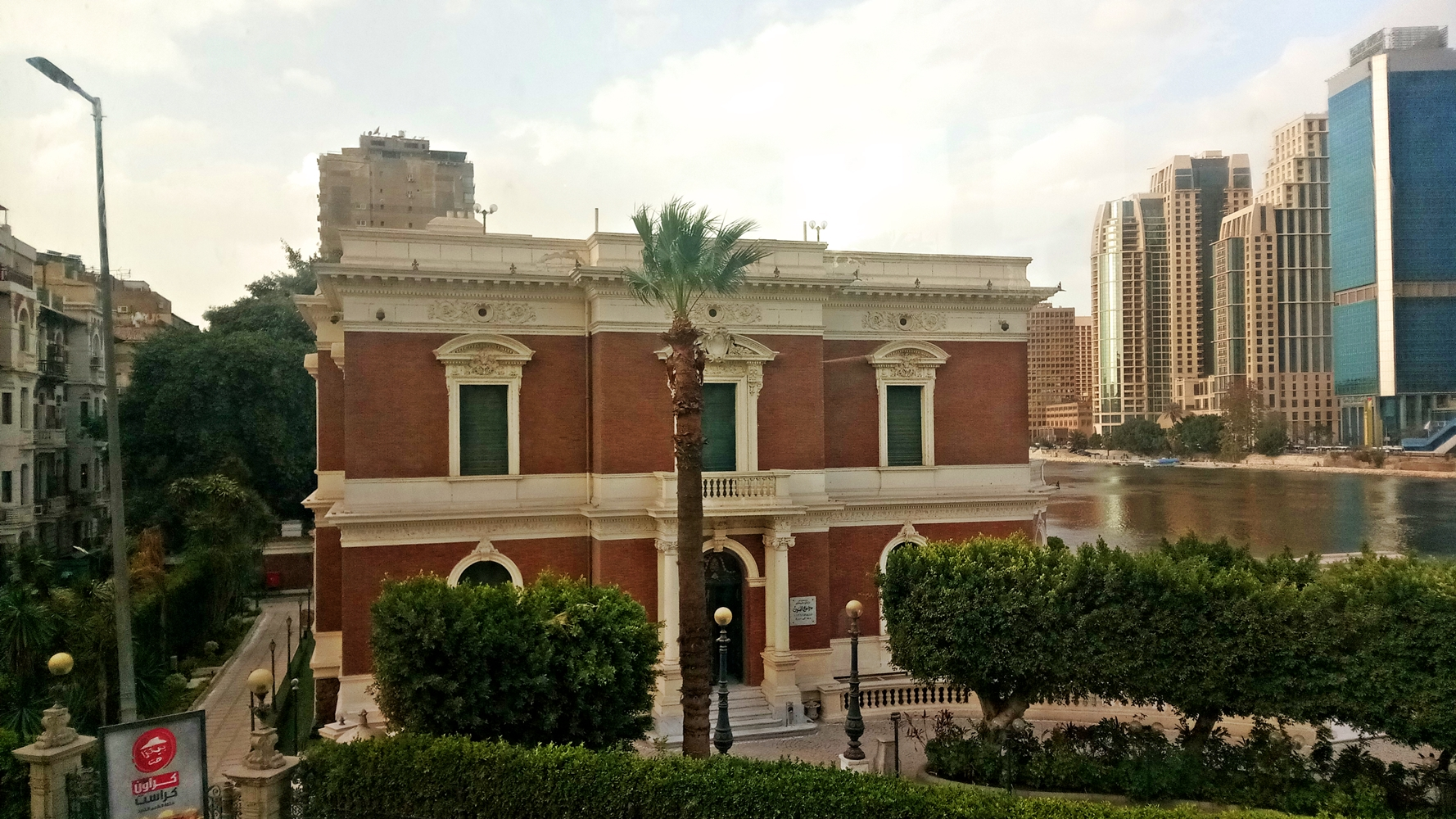
Palazzo della principessa Aisha Fahmy, Zamalek, Il Cairo
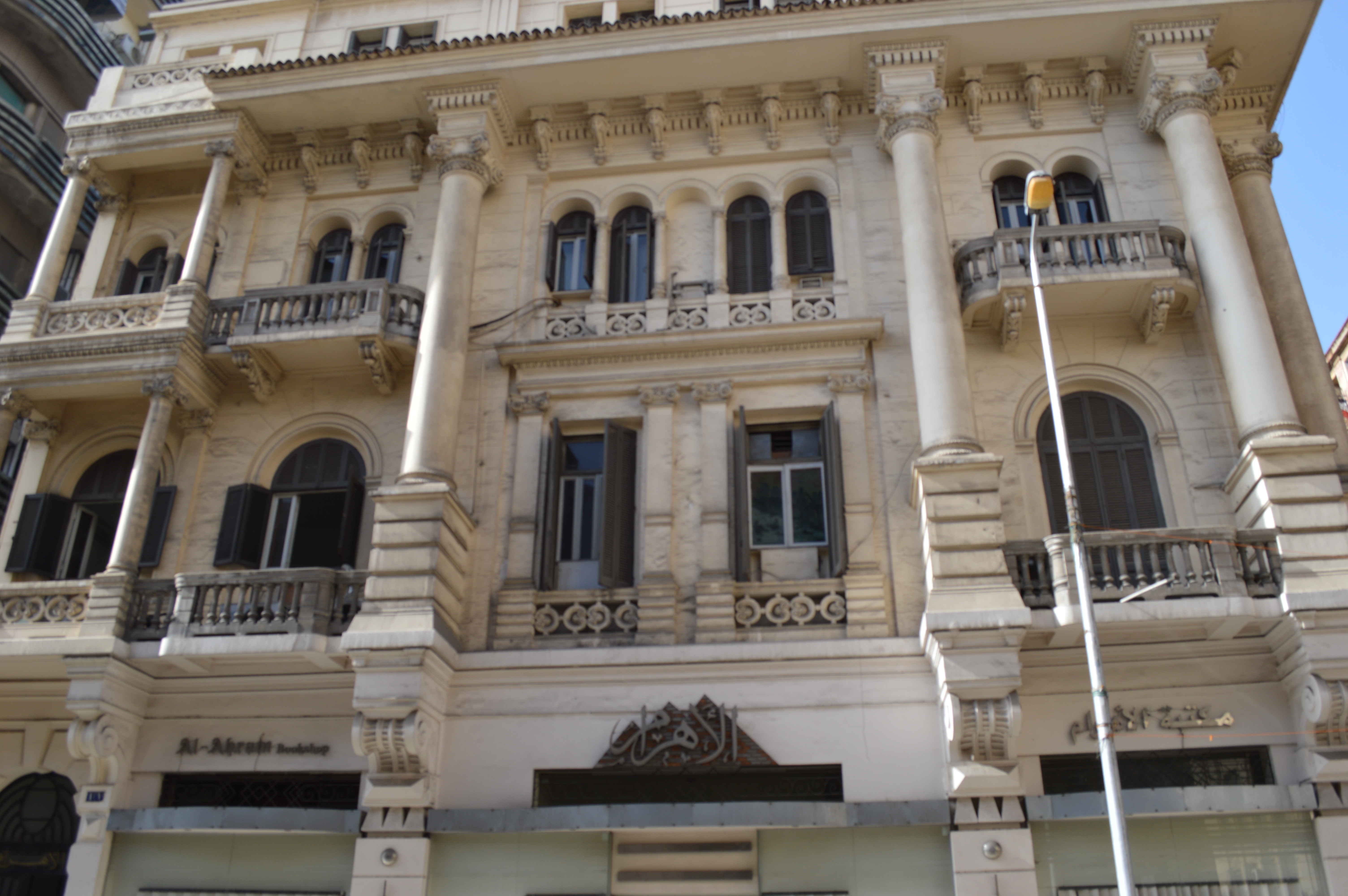
Villa Aghion, oggi nota come Edificio El Ahram, Nabi Daniel St., Alessandria d'Egitto
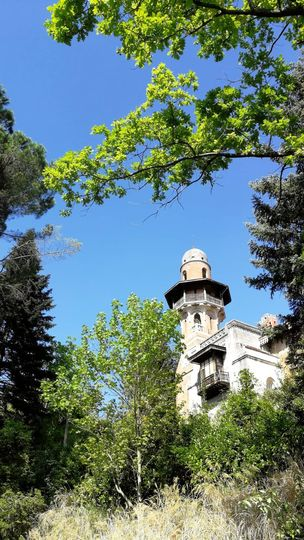
Villa Lasciac sul colle Rafut, Prestava, Nova Gorica